# ماری توماشووا
ماری توماشووا (به چکی: Marie Tomášová؛ ۱۸ آوریل ۱۹۲۹ – ۲۵ مهٔ ۲۰۲۵) بازیگر اهل جمهوری چک بود.
از جمله فیلم‌ها یا برنامه‌های تلویزیونی که وی در آن‌ها، نقش داشته‌است، می‌توان به مارکتا لازاروا اشاره کرد.

## مرگ
توماشووا، در ۲۵ مهٔ ۲۰۲۵، در سن ۹۶ سالگی، در ملنیک، جمهوری چک درگذشت.